# Vogling

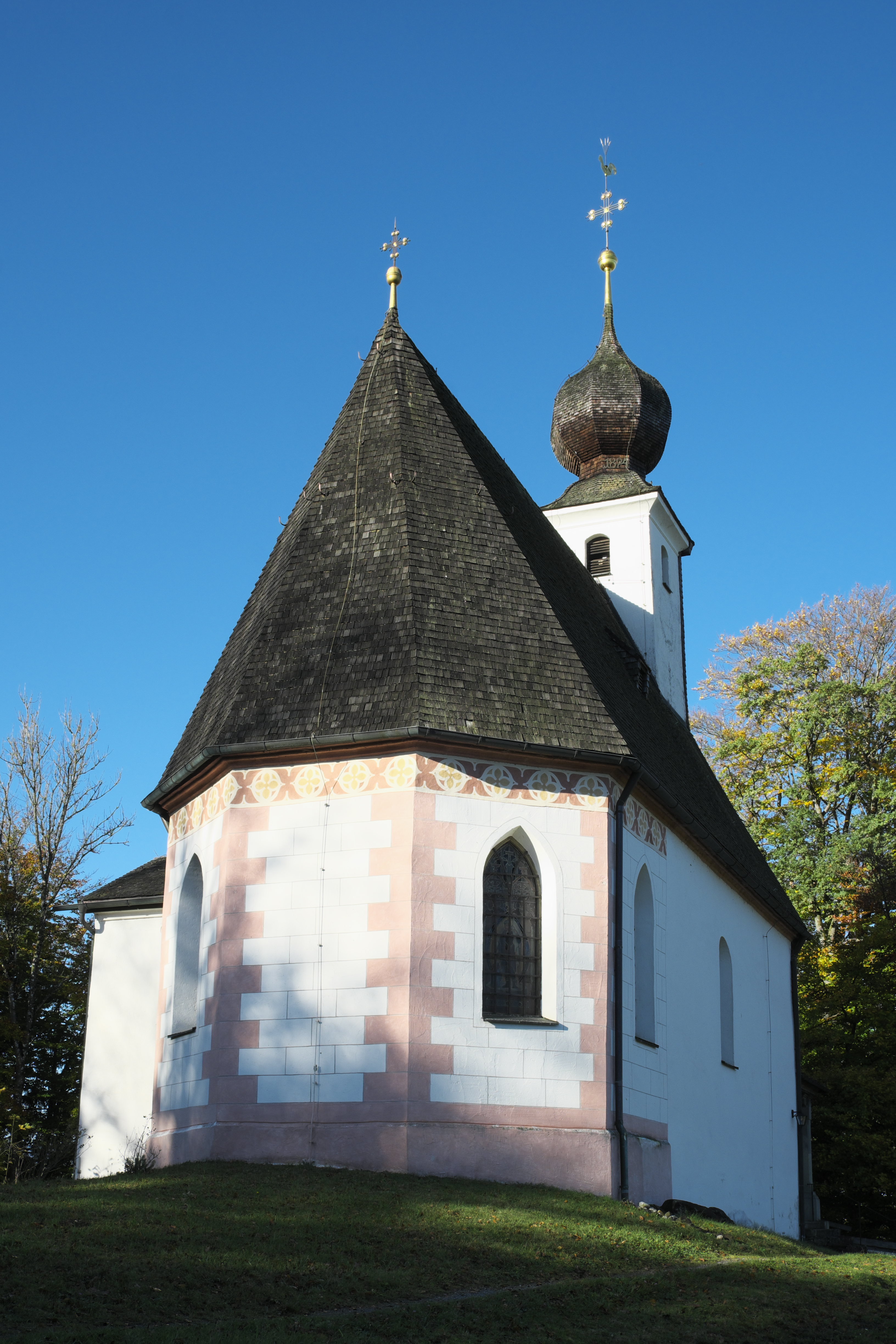
Kirche in Sankt Johann bei Vogling

Vogling ist eine Gemarkung und Ortsteil der Gemeinde Siegsdorf im oberbayerischen Landkreis Traunstein.

## Geographie
Das Dorf Vogling liegt südlich der Bundesautobahn 8 am Fuße des Hochbergs an der Roten Traun.
Vogling ist heute viertgrößter Ort der Gemeinde Siegsdorf und ehemaliger Verwaltungssitz der Gemeinde Vogling.

## Geschichte
Die Kirche St. Johannes Baptist in Sankt Johann bei Vogling wurde vermutlich im 9. Jahrhundert gegründet. Die ältesten Mauern des Langhauses werden in die erste Hälfte des 12. Jahrhunderts datiert.
Das älteste Steuerbuch des baierischen Land- und Pfleggerichts Traunstein von 1553 nennt die Kirche in Sankt Johann und alle Anwesen im damaligen Voglarn: Wolfgang Meßner vom Meßenhaus (Mesnerhaus), Martein (Fellner), Uell (Jelln), Christan (Niederleitner) und Cristan Mulner (Mühle St. Johann).
Durch das Gemeindeedikt von 1818 wurden die Gemeinden Vogling, Obersiegsdorf und Untersiegsdorf gebildet. Die Gemeinde Vogling umfasste folgende Orte:
- Aich
- Alm
- Bernbichl
- Bucheck
- Daxa
- Embach
- Feichten
- Feilenreit
- Felln
- Frauenstätt
- Grünreit
- Häusern
- Hallaich
- Knappenfeld
- Kohlbrenn
- Krutzling
- Lettengruben
- Lindl
- Mahd
- Mauer
- Mosen
- Obereck
- Oberunterberg
- Pattenau
- Plereit
- Prüll
- Rettenbach
- Sankt Johann
- Tauernstein
- Thal
- Unterberg
- Untereck
- Vorauf
- Wald
- Weiher
- Weitwies
- Wiese
- Wimm
- Zuhausen
- Hochberg (Teil mit etwa 1 Einwohner, ab 1971)

Am 1. April 1934 wurde der Gemeindename von Obersiegsdorf gleichzeitig mit der Eingemeindung von Untersiegsdorf amtlich in Siegsdorf geändert. Am 1. Juli 1972 wurde Vogling nach Siegsdorf eingemeindet.